# Spilosoma prima
Spilosoma prima là một loài bướm đêm thuộc phân họ Arctiinae, họ Erebidae.